# Paralepas percarinata
Paralepas percarinata är en kräftdjursart som först beskrevs av Henry Augustus Pilsbry 1907.  Paralepas percarinata ingår i släktet Paralepas och familjen Heteralepadidae. Inga underarter finns listade i Catalogue of Life.